# Jules Radu
Pour les articles homonymes, voir Radu.
Jules Joseph Radu, né le 3 janvier 1810 à Paris, mort le 17 septembre 1899 à Nice, est un écrivain et pédagogue français. 

## Biographie

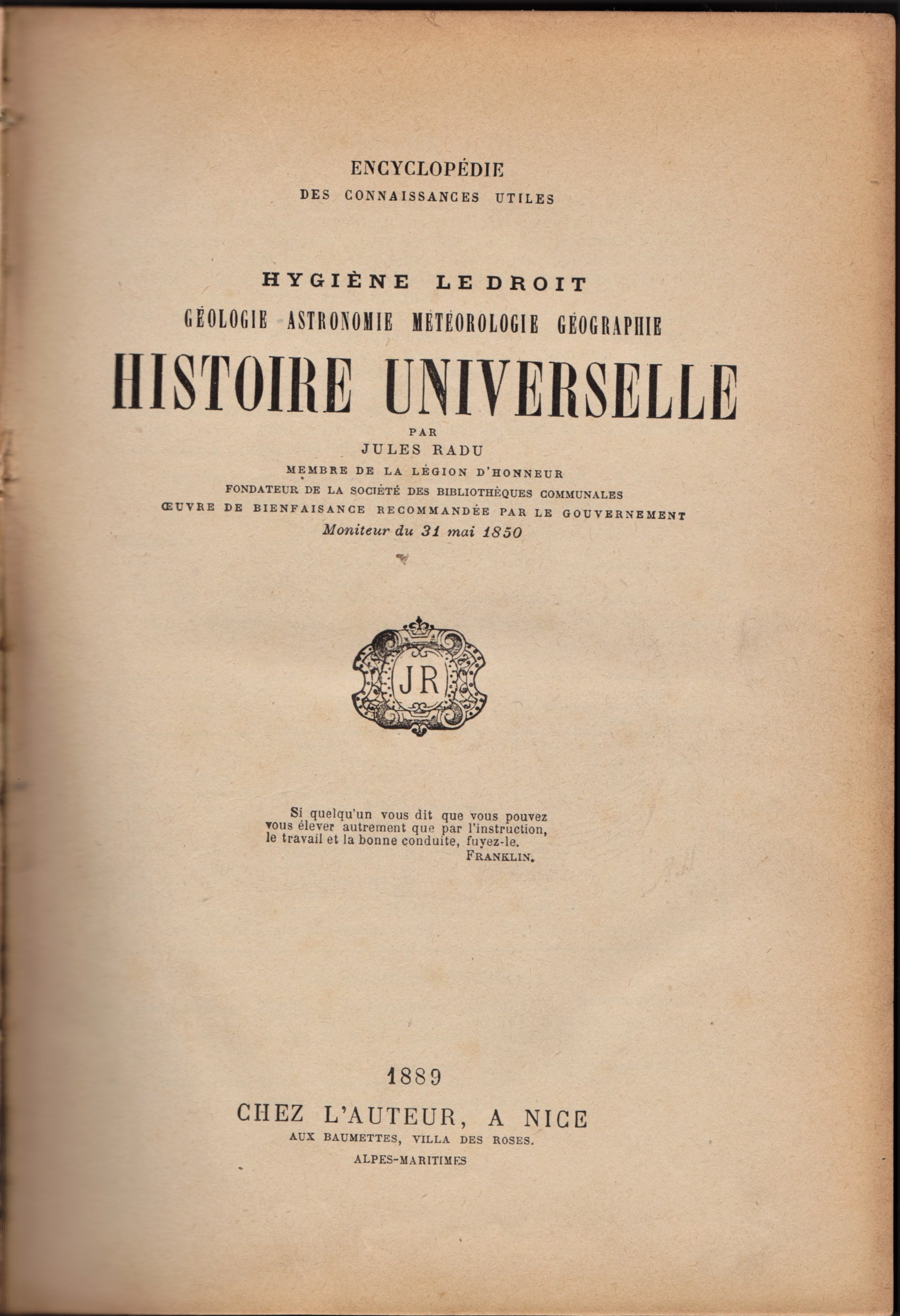
Jules Radu, Histoire universelle - Encyclopédie des connaissances utiles, édition de 1889

Jules Joseph Radu est né le 3 janvier 1810  rue d'Enfer à Paris, de Claude Michel Denis Radu, marchand carrier, et de Jeanne Madeleine Pierrette Roux son épouse
Jules Radu fonde en février 1848 une société de bienfaisance, dite Société de bibliothèques communales et propagation des bons livres, dont l'objet est de doter d'une bibliothèque toutes les communes de France, d'Algérie et des colonies. 
En 1850, il lance une souscription nationale pour l'impression d'une collection de cent volumes et pour la fabrication d'une étagère de rangement pour chaque commune de France. Sa sélection de livres s'inscrit dans l'esprit de la lecture utilitaire et son projet est à l’époque sévèrement critiqué par le Cercle de la librairie qui refuse de s'y associer. Mais son projet reçoit l’appui du ministère.
Six-cent-vingt-six communes seulement répondent à l'appel de Radu. Si son projet est un semi-échec, il faut lui reconnaître le mérite d’avoir lancé l’idée des bibliothèques communales et son souci de faire partager le savoir, mais avec les idées de son époque. 
Il multiplie les tirages pendant quarante ans, sous des titres et des présentations variées, mais avec des thématiques demeurant les mêmes à savoir : lecture, écriture, calcul, orthographe, dictionnaire français, agriculture, géographie, histoire. Ainsi  la première édition d'« Instruction élémentaire» de 1843 est fort semblable à la dernière édition des  « Nouvelles méthodes » de 1883. 
Il est fait chevalier de la légion d'honneur en juillet 1879.
Il publie de nombreux ouvrages à compte d’auteur découlant tous d’une « Encyclopédie des connaissances utiles » qu’il publia vers 1884.
Il meurt à Nice le 17 septembre 1899,

## Œuvres
- Jules Radu (32e tirage), Nouvelles méthodes : Lecture, écriture, calcul, grammaire, géographie, histoire générale, Paris, l'auteur (auto-édition), 1868, fig., pl., tableaux, portrait, XXXII, 560 (lire en ligne).
- Jules Radu, Encyclopédie des connaissances utiles : Histoire universelle. Hygiène Droit Géologie Astronomie Météorologie Géographie, Nice, chez l'auteur, 1889, 800 p..